# 萨拉腊
萨拉腊（義大利語：Salara）是意大利威尼托大区罗维戈省的一个市镇，总面积14.3平方公里，人口1,219人，人口密度85.2人/平方公里（2009年）。ISTAT代码为029042。